# Соналы (Костанайская область)
Соналы (каз. Соналы) — село в Сарыкольском районе Костанайской области Казахстана. Входит в состав Тагильского сельского округа. Код КАТО — 396257500.

## Население
В 1999 году население села составляло 340 человек (159 мужчин и 181 женщина). По данным переписи 2009 года, в селе проживали 274 человека (130 мужчин и 144 женщины).